# Junkers Ju 52
Junkers Ju 52/3m (přezdívaný často Tante Ju – Teta Ju) bylo třímotorové dopravní letadlo vyráběné v letech 1932–1945 německou firmou Junkers.

## Vývoj

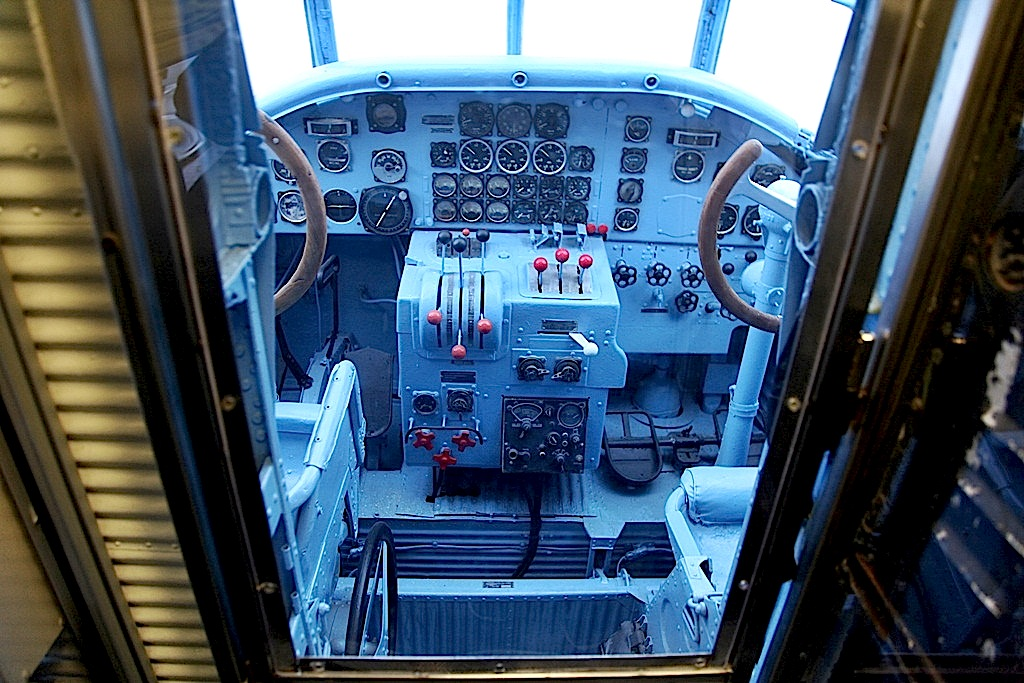
Kokpit Ju 52

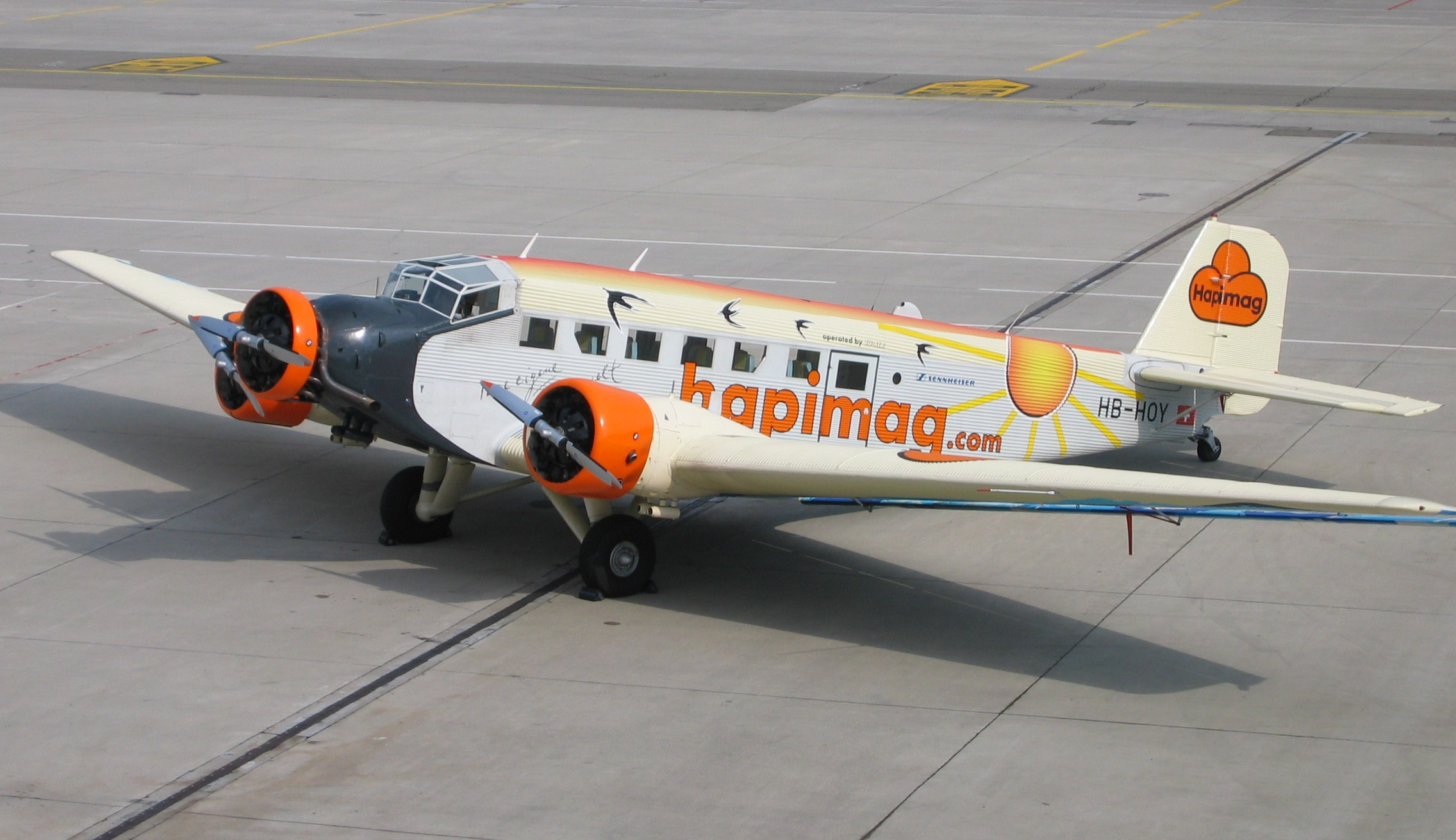
CASA 352 (HB-HOY), ve Španělsku licenčně vyráběný Ju 52/3m. Fotografie z roku 2004.

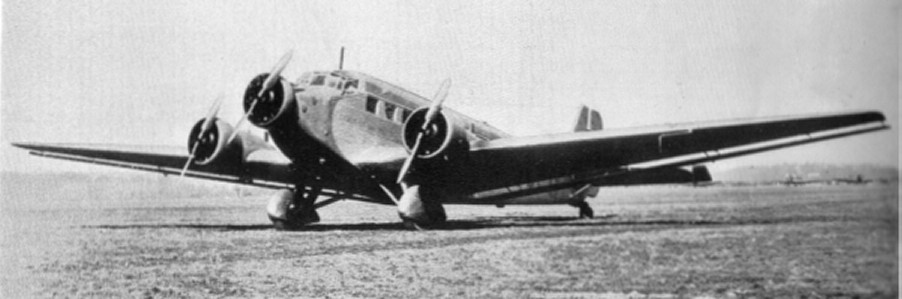
Dobová fotografie letounu Junkers Ju 52/3m

Junkers Ju 52 byl vyvinut šéfkonstruktérem Ernstem Zindelem jako nástupce úspěšných dopravních letadel Junkers W 33 a Junkers W 34. Jeho vývoj začal koncem 20. let jako zvětšená verze předchozích typů. Prototyp Junkers Ju 52be (D-1974, později D-UZYP, Werk-Nr.4001) poprvé vzlétl s Flugkapitänem Zimmermannem 13. října 1930, poháněný jedním motorem BMW VIIau (výkon 725 k/541 kW). Oficiální zkoušky trvaly do února 1931. V červnu 1933 jej zkoušela dopravní společnost Luftfrako Air Express v Berlíně, poté byl vrácen Junkersovi, kde byl zkoušen s různými pohonnými jednotkami, např. jako Ju 52do s motorem Jumo 4. Postaveno bylo dalších šest letounů, z nichž čtyři jako Ju 52ce s motorem BMW VIIau. Jeden stroj byl zkoušen ve Švédsku jako torpédový, ale nakonec skončil jako tahač vzdušných terčů v Německu. Ju 52cai s motorem BMW IXu o výkonu 573 kW byl překonstruován z nákladního na osobní variantu pro 15 osob, pak opět sloužil k vlekání vzdušných terčů. Druhý postavený stroj byl přepracován na verzi Ju 52di s hvězdicovým motorem Armstrong Siddeley Leopard o 588 kW. Šestý kus v roce 1931 zakoupil dopravce Canadian Airways, kde létal pod označením Ju 52ce (CF-ARM) s kolovým podvozkem, na lyžích i jako plovákový.
V roce 1936 došlo k jeho přestavbě na typ Ju 52cao s motorem Rolls-Royce Buzzard o výkonu 606 kW. V roce 1942 přešel ke společnosti Canadian Pacific Airlines a zůstal v provozu do roku 1947.

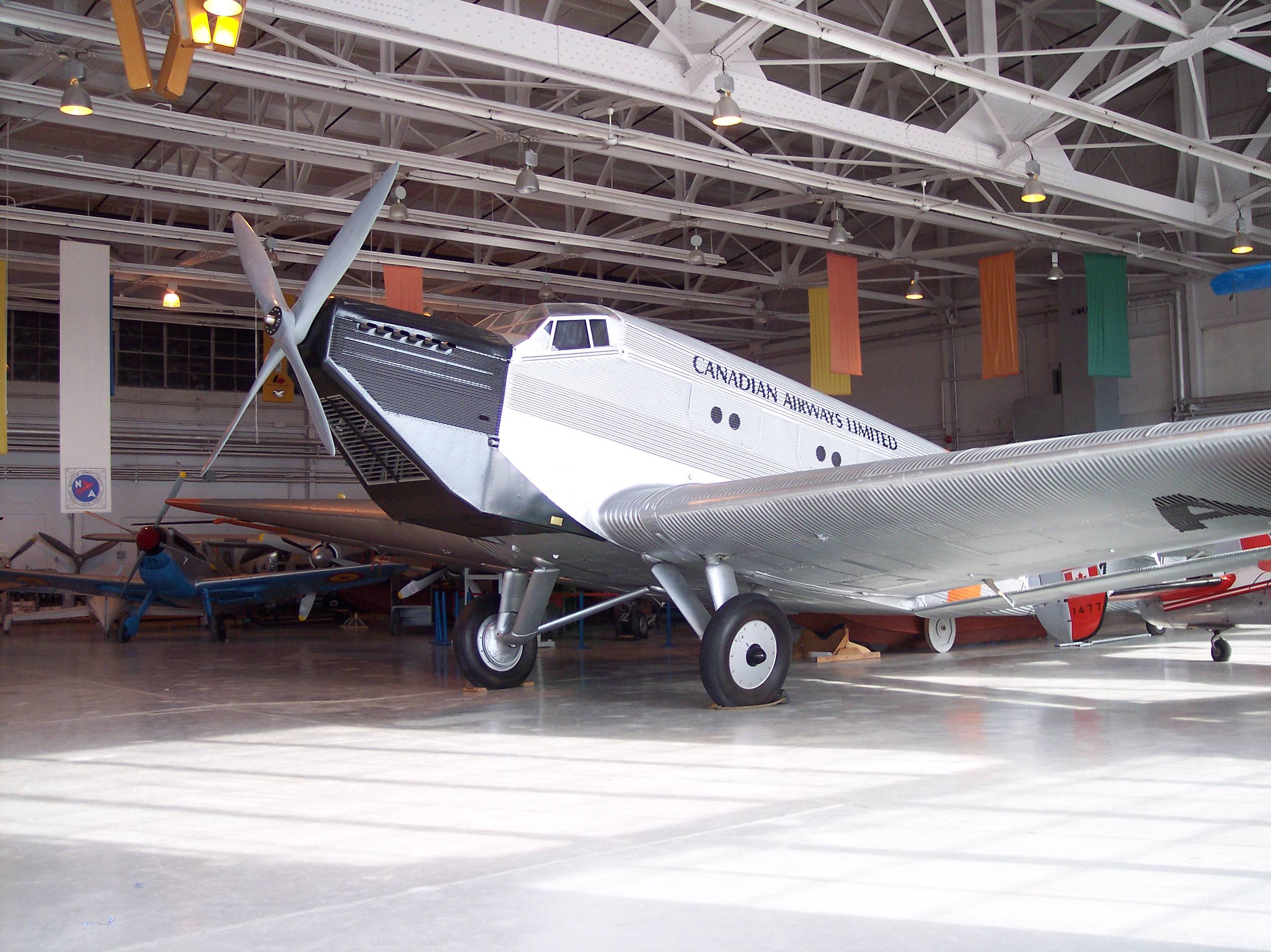
Replika letounu Junkers Ju-52 (CF-ARM), Canadian Airways Limited

Protože výkony s jedním motorem nesplnily očekávání, byla masově vyráběná verze Ju 52/3m poháněna třemi motory. Prototyp vznikl přestavbou ze sedmého vyrobeného draku Ju 52 (Werk-Nr.4007) a vybaven trojicí motorů Pratt & Whitney Hornet po 442 kW. Jeho první let proběhl 7. března 1932.
Následně byly další dva rozestavěné exempláře Ju 52 dokončeny ve verzi Junkers Ju 52/3m de (Werk-Nr.4008 a 4009) s třemi motory Hornet bez krytů a předány aeroliniím Lloyd Aéreo Boliviano. V Bolívii byly letouny pokřtěny "Juan de Valle" a "Huanuni". V letech 1932–1935 se aktivně účastnily války s Paraguayí o Gran Chaco.
Další tři letouny verze Ju 52/3m di získalo kolumbijské letectvo Colombian Aviación Militar, kde se používaly i jako hydroplány s plováky. Nosily taktická čísla 621 (Werk-Nr.4010), 622 a 623.
Osm letounů s nově řešeným podvozkem a kapotovanými motory Hornet neslo označení Ju 52/3m ce. Dva z nich byly dodány dopravní společnosti Lufthansa (D-2201, "Boelcke", Werk-Nr.4013 a D-2202, "Richthofen", Werk-Nr.4015), po jednom kuse zakoupily švédské aerolinie AB Aerotransport (Werk-Nr.4017) a finské Aero O/Y (Werk-Nr.4014) s plováky.
Junkers Ju 52/3m ba (CV-FAI, později YR-ABF, Werk-Nr.4016) poháněly dva křídelní motory Hispano-Suiza 12 Mb o výkonu 551 kW. Stroj byl speciálně vyroben jako osobní letoun prezidenta Mezinárodní letecké federace (FAI) s luxusní kabinou pro cestující, rumunského knížete Bibesca. Později létal jako běžný linkový letoun.
Předposlední Ju 52/3m ce (Werk-Nr.4018) byl určen pro bolivijské letectvo, který byl po bojích s Paraguayí předán aeroliniím Lloyd Aéreo Boliviano. Osmý letoun verze Ju 52/3m ce (D-2468, Werk-Nr.4019) převzala Lufthansa.
Na počátku roku 1933 byl vyroben první stroj verze Ju 52/3m fe (Werk-Nr.4020), jehož křídelní motory Hornet byly opatřeny novějšími prstencovými kryty typu NACA a podvozek aerodynamickými kryty.
V roce 1934 započala firma Junkers s výrobou verze Ju 52/3m ge s pohonnými jednotkami BMW 132 A-1 o výkonu 485 kW, což byly v Německu licenčně vyráběné Hornety. Posádka byla tříčlenná, kabina cestujících pojala 17 osob.
Vojenskou bombardovací variantu Ju 52/3m g3e poháněla trojice motorů BMW 132 A-3 o maximálním výkonu 533 kW. V letounu byla instalovaná jiná rádiová výstroj a pumové schránky DSAC 250 umístěné ve třech pumovnicích. Každá mohla pojmout dvě pumy SC 250 nebo deset pum SC 50. Obranná výzbroj se skládala z pohyblivého kulometu MG 15 ráže 7,92 mm na hřbetě trupu a stejné zbraně v částečně výsuvném střelišti pod trupem.
Do konce roku 1935 byly bombardovací Ju 52/3m ve výzbroji dvou třetin tehdy existujících Kampfgruppen.
Dalším bombardovacím typem byl Ju 52/3m g4e, jehož kluzná patka ostruhy byla nahrazena kolečkem. Některé stroje nesly na hřbetě trupu kanón MG 151 ráže 20 mm.
Před vypuknutím druhé světové války obdržela Luftwaffe ještě Ju 52/3m g5e, které poháněly motory BMW 132 T-2 o výkonu 610 kW s univerzálními spojovacími uzly pro uchycení kolového, lyžového podvozku či plováků. Hřbetní pohyblivý kulomet byl doplněn dvěma stejnými pohyblivými kulomety ve stanovištích na obou bocích trupu. Střeliště pod trupem bylo zrušeno.
Čistě plováková verze Ju 52/3m g5e (See), vyrobená v malém množství, zpočátku nesla kovové plováky Junkers, které byly později nahrazeny plováky Heinkel.
Suoběžně vyráběný Ju 52/3m g6e se zjednodušenou rádiovýbavou měl létat výhradně s kolovým podvozkem, několik exemplářů však neslo plováky Heinkel. Tato varianta byla poháněna trojicí motorů BMW 132 T po 610 kW.
Do září 1939 Junkers vyprodukoval ještě několik civilních typů Ju 52.
Ju 52/3m i s trojicí motorů Pratt & Whitney Hornet SleG byl určen pro Švédsko. Tři varianty Ju 52/3m g s pohonem motorů Pratt & Whitney Wasp S3H1-G převzala British Airways, s motory Piaggio PXR italské aerolinie Ala Littoria a s pohonnými jednotkami Bristol Pegasus V polský LOT.
Dva letouny Ju 52/3m ho (D-AJYR, Werk-Nr.4045 a D-AQAR, Werk-Nr.4055) s motory Jumo 205 C zakoupila Lufthansa, pro kterou byla určena také verze Ju 52/3m reo s motory BMW 132 Da/Dc.
Další civilní Ju 52/3m te obdržel motory BMW 132 G/L a Ju 52/3m Z/Z1 s luxusnější výbavou kabiny cestujících pohonné jednotky BMW 132 Z-3.

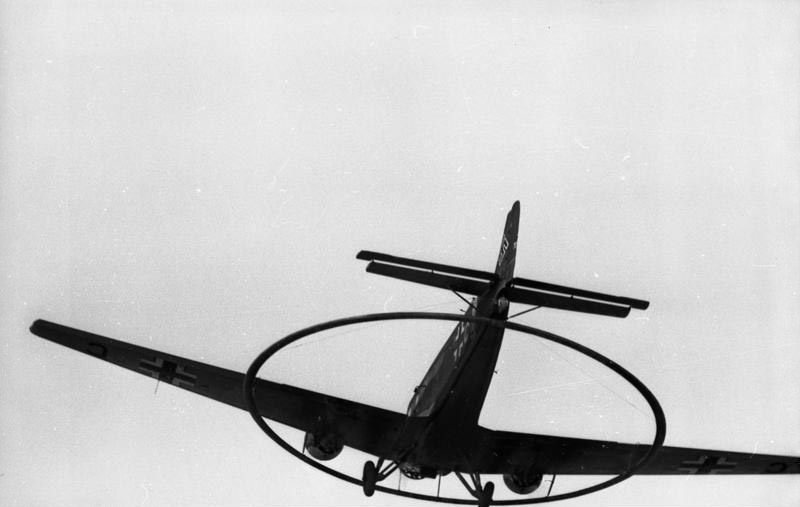
Junkers Ju 52/3m MS

V roce 1940 bylo několik desítek letounů Ju 52/3m přestavěno na hledač min Junkers Ju 52/3m (MS). Speciální výstroj letounu tvořily solenoid na hliníkovém prstenci pod trupem a elektrický generátor o výkonu 150 kW v trupu. Jiné letouny tohoto typu měly místo elektromagnetů výmetnice petard, které sloužily k aktivaci akustických min. První kusy MS měly standardní výzbroj tří kulometů, která však byla u pozdějších strojů posílena. Horní střelecké stanoviště bylo opatřeno věží s kanónem MG 151 ráže 20 mm a kulomety MG 15 ráže 7,92 mm na bocích trupu byly nahrazeny kulomety MG 131 ráže 13 mm.
Od roku 1941 byla ve výrobě zavedena nová transportní verze Ju 52/3m g7e, která měla větší nákladová vrata na pravém boku trupu a autopilot. Některé letouny byly vyzbrojeny dalším kulometem MG 15 v otevřeném střelišti v horní části krytu kabiny.
Ju 52/3m g8e byl opatřen přídavným nákladovým otvorem v podlaze kabiny. Pozdější stroje této verze poháněly motory BMW 132 Z. Hřbetní kulomet MG 15 byl postupně nahrazován kulometem MG 131.
V roce 1942 byla zahájena výroba typu Ju 52/3m g9e poháněné motory BMW 132 Z, která byla vybavena vlečným zařízením pro nákladní kluzáky a zesíleným podvozkem.
V malém počtu vyrobené Ju 52/3m g12e poháněly motory BMW 132 L o výkonu 588 kW. Několik těchto strojů převzala také Deutsche Lufthansa.
Poslední sériovou variantou byl Junkers Ju 52/3m g14e, vyráběný od konce roku 1943 do poloviny roku 1944. Byl opatřen pancéřovanou pilotní kabinou a hlavňovou výzbroj tvořila trojice kulometů MG 15 v bočních okénkách a ve věži na horní části prosklené kabiny. Jeden kulomet MG 131 byl v otevřeném střelišti na hřbetě trupu.
Celkem bylo v Německu postaveno 4 835 strojů, z toho 2 804 pro potřeby Luftwaffe.
Další stroje vznikly ve vichistické Francii v podniku Société Amiot v Colombes, kde jejich výroba pokračovala i po skončení války. Celková poválečná produkce do roku 1947 dala vzniknout 400 kusům, z nichž 113 bylo dohotoveno jako dopravní. Znárodněný Amiot, který nyní nesl název Ateliers Aéronautiques de Colombes, vyráběl Ju 52/3m jako AAC.1 Toucan. V letech 1949 a 1950 byly tyto letouny umístěné v Hanoji nasazeny v akcích proti vojskům Viet Minhu ve Francouzské Indočíně.
Od ledna 1944 byla zahájena montáž Ju 52/3m z německých dílů budapešťskou firmou PIRT. Zde bylo sestaveno celkem 26 letounů z nichž čtyři převzala Luftwaffe, ostatní byly zařazeny do výzbroje maďarského letectva.
Produkce typu probíhala do roku 1952 také ve Španělsku a to pod označením CASA C-352-L (170 kusů).

## Služba

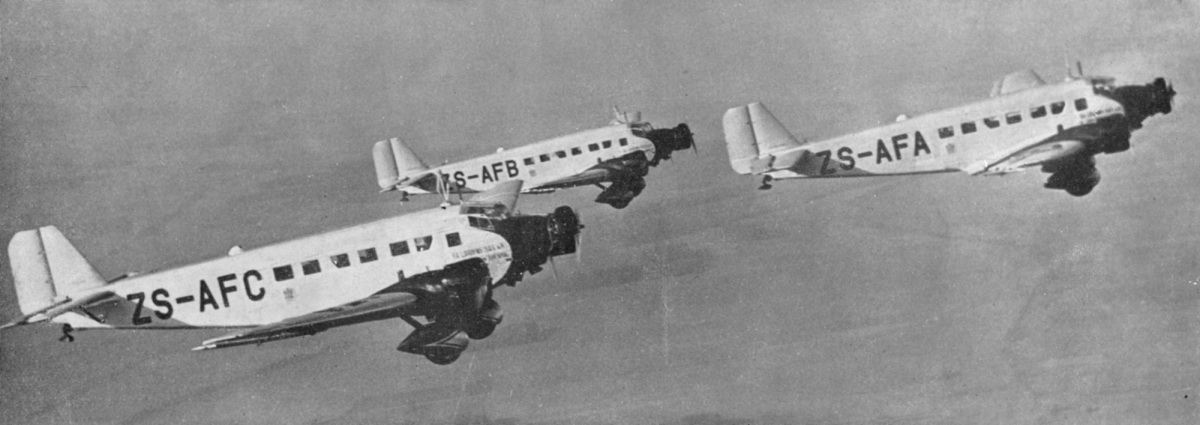
Trojice dopravních letounů Junkers Ju 52/3m letecké společnosti SAA

V civilní službě bylo Ju 52 využíváno v 30. a 40. letech mnoha leteckými společnostmi včetně Swiss Airu a Lufthansy (pro přepravu osob i nákladu).
Lufthansa nasadila první Ju 52/3m v roce 1932 a jejími řadami prošlo na 240 strojů tohoto typu.
Tři Ju 52/3m zakoupila BOAC, které u této letecké společnosti sloužily v rozmezí let 1937–1940 (G-AERU, „Juno“, G-AERX, „Jupiter“ a G-AFAP, „Jason“). V roce 1945 Britové získali na okupovaném území Německa celkem 103 letuschopných Ju 52/3mg8e, jedenáct z nich bylo určeno pro British European Airways (G-AHPB, VM908, G-AHOC, VM923, G-AHOD, VN740, G-AHOE, VN723, G-AHOF, VN729, G-AHOG, VM979, G-AHOH, VN746, G-AHOI, VN744, G-AHOJ, VN756, G-AHOK, VN742 a G-AHOL, VN741). Všechny obdržely vojenská sériová čísla (WM892, VM900 až VM932, VM961 až VM987, VN176 až VN177, VN709 až VN731 a VN740 až VN756). Nejprve bylo pár vojenských strojů přelétnuto pro RAF do Británie, kde sloužily k transportu. Většina z nich zůstala v Německu, kde je RAF používalo k místní dopravě.
Úpravy na civilní dopravní prováděla belfastská společnost Short Brothers and Harland. British European Airways tyto stroje nasadily na pravidelné linky v listopadu 1946. Nejprve se objevily na lince z Croydonu (Londýn) na letiště Nutts Corner v Belfastu s mezipřistáním v Liverpoolu (Speke). V únoru následujícího roku začaly létat na skotských tratích Glasgow-Belfast, Prestwick-Belfast, Glasgow-Aberdeen a rovněž z Glasgowa na Orknejské ostrovy a Shetlandské ostrovy. Během roku 1948 byly ze služby u BEA vyřazeny a nahrazeny letouny Douglas DC-3 Dakota.
Pět letounů létalo v barvách společnosti Deruluft, Sindicato Condor vlastnil 17 a South African Airways 15 Ju 52/3m. Před druhou světovou válkou dále vlastnila dopravní společnost Malért a Ala Littoria 5 Junkersů a SABENA 9.

### Španělská občanská válka

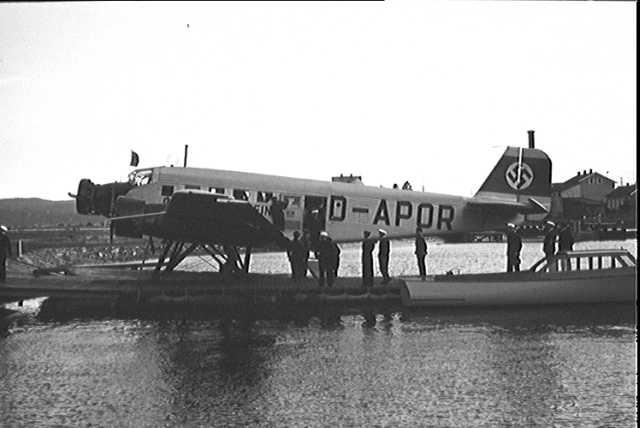
Junkers Ju 52/3m (D-APOR) s plováky, 1936.

První bojovou akcí německých Junkersů Ju 52/3m byl 20. července 1936 shoz letáků nad ostrovem Gran Canaria z letounu Lufthansy D-APOK. Dne 7. srpna pak dorazila na letiště v Seville první skupina německých letců s deseti stroji Ju 52/3m, které velel Oberleutnant Rudolf von Moreau. Jejich úkolem byla doprava vojáků a výzbroje z marockého Tetuánu na španělskou základnu Jerez de la Frontera.
První bombardovací operaci provedly dva německé Ju 52/3m 13. srpna 1936. Oba dopravní stroje dostaly po třech pumových schránkách DSAC 250/VIII se šesti 250 kg pumami. Jejich cílem byla republikánská bitevní loď Jaime I zakotvená v Málaze. Pilot von Moreau cíl nenalezl, Hpt. Henke zasáhl loď jednou pumou, která zabila nebo zranila 47 námořníků.
V srpnu nacionalisté převzali devět strojů Ju 52/3m g3e, z nichž byla ustavena Escuadra B se základnou v Tabladě. Byla složená ze tří escuadrill, kterým velel José Rodríguez Díaz de Lecea. K první bombardovací akci došlo 14. srpna 1936, když letoun pilotovaný Commandantem Franciscem Díazem Trechuelem napadl republikánskou kolonu jižně od Madridu. 23. srpna bombardovala Escuadra B u Madridu letiště Getafe a ve dnech 27. a 28. srpna přímo Madrid.
Od listopadu 1936 po ustavení Legionu Condor byly Ju 52 s německými osádkami seskupeny do Kampfgruppe 88. Vyřazované Junkersy z Legionu Condor byly předávány letectvu generála Franca.
Koncem roku 1937 byly všechny španělské Ju 52/3m zařazeny do nočních bombardovacích jednotek 1-G-22 a 2-G-22. Poslední bombardovací akcí Junkersů Ju 52/3m ve Španělsku byl nálet na Belmez 26. března 1939.
Úspěšné nasazení ve Španělsku vedlo velení Luftwaffe ke zformování první vojenské dopravní letecké jednotky v dějinách německého letectví. Stala se jí IV./KG 152 "Hindenburg", přejmenovaná 1. dubna 1938 na KGr.z.b.V 1 (bombardovací skupina zvláštního určení). Tato jednotka byla poprvé nasazena při anšlusu Rakouska, kdy její Ju 52/3m vytvořily vzdušný most na letiště Graz-Thalerhof.
1. srpna 1938 byla na letišti Brandenburg-Briest zformována KGr.z.b.V 2. V létě 1939 následovaly další dvě skupiny, které byly s dvěma již existujícími sloučeny do KG z.b.V. 1 (bombardovací eskadra zvláštního určení). Koncem srpna byla utvořena KG z.b.V. 172.
V roce 1936 obdržely Österreichsche Luftstreitkräfte čtyři letouny Ju 52/3m g3e, které byly zařazeny k bombardovací letce 1/B na základně v Zeltwegu. Po připojení Rakouska k Německu převzala tyto stroje německá Luftwaffe.
Koncem třicátých let získala deset strojů Ju 52/3m g3e také Arma da Aeronautica (portugalské letectvo). Sloužily v Grupo de Bombardeamento Nocturno.
V roce 1939 zahájily tři Ju 52/3m g4e službu ve Fliegertruppe (švýcarské letectvo).

### Druhá světová válka

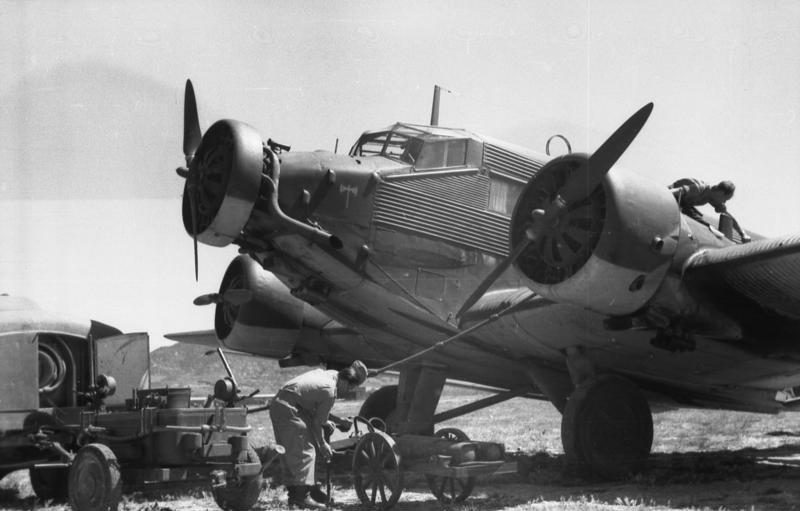
Junkers Ju 52 na Krétě, 1943.

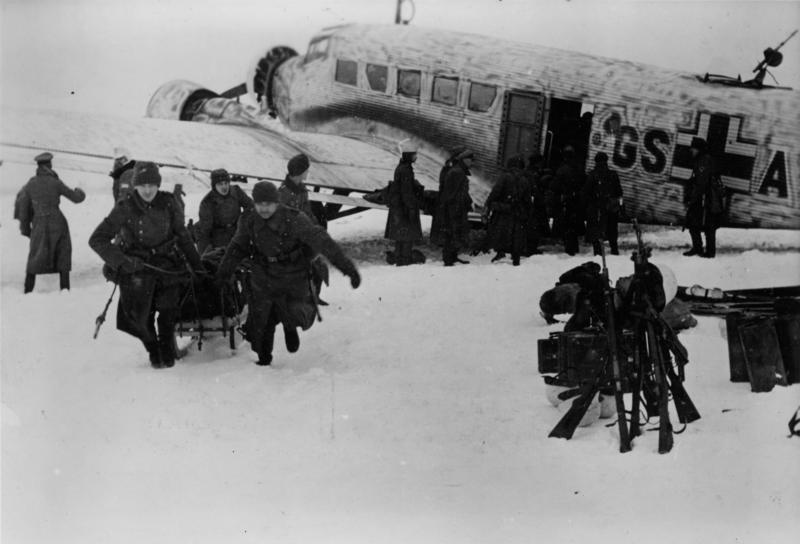
Junkers Ju 52 zásobuje jednotky obklíčené u Děmjansku. Viditelná je bílá smývatelná zimní kamufláž, 1942.

Na začátku druhé světové války používala německá Luftwaffe proti Polsku sedm skupin Ju 52/3m z KG z.b.V. 1, 2 a 172 jako transportní i bombardovací letoun. Dne 23. září svrhlo 30 Ju 52/3m dvoukilogramové zápalné pumy na Varšavu.
Před přepadením Dánska a Norska vzniklo deset nových skupin. KGr.z.b.V. 101–104 s letouny Ju 52/3m, KGr.z.b.V. 105 s různými typy letadel, včetně 33 Ju 52/3m, I., II. a III./KGz.b.V. 108 See, rovněž s různými typy včetně několika Ju 52/3m g5e(See).
V norském tažení 9. dubna 1940 Junkersy Ju 52/3m z 5. a 6./KGz.b.V. 1 dopravily výsadkáře Luftwaffe při obsazení letiště Oslo-Fornebu. V odpoledních hodinách přistávaly Ju 52/3m z KGr.z.b.V. 103 na letišti Fornebu s posilami pěšáků Wehrmachtu. Následující den Ju 52/3m z KGr.z.b.V. 102 na letiště Fornebu přepravily další jednotky.
Jiné výsadkové jednotky, které na místo dopravily Ju 52/3m z 8./KGr.z.b.V. 1, dobyly strategicky důležitý most Vordingborg.
10. května 1940 se účastnilo 475 strojů Ju 52/3m tažení proti zemím Beneluxu a Francie. Jednalo se o letouny z I., II., III. a IV./KG z.b.V. 2 a KGr.z.b.V. 101, 104 a 106. Ju 52/3m z KG z.b.V. 1 posloužily jako vlečné stroje kluzáků DFS 230, které přepravily výsadkáře do pevnosti Eben Emael v Belgii. 53 jiných Ju 52/3m této jednotky vysadily parašutisty po obou stranách mostu u Moerdijku v Nizozemsku. Dvanáct Ju 52/3m z I./KGr.z.b.V. 2 dopravilo výsadkáře nad mosty u Dordrechtu, dalších 29 Junkersů téže jednotky přistálo 4 km jižně od Dordrechtu u Wieldrechtu. V ranních hodinách vysadily 53 Ju 52/3m z II./KG z.b.V. 1 výsadkáře na letišti Waalhaven-Rotterdam, kam brzy dosedly další 53 Ju 52/3m z III./KG z.b.V. 1. V oblasti kolem Rotterdamu přistálo toho dne ještě 40 strojů Ju 52/3m a následující den dalších 240 Junkersů.
V okolí Haagu se Ju 52/3m uplatnily při výsadkových operacích proti letištím Valkenburg, Ockenburg a Ypenburg.
Ve dnech 8.–9. prosince 1940 se 53 Ju 52/3m přemístily z Wesendorfu do Foggie na východě Itálie. V průběhu padesátidenní německé letecké výpomoci Itálii provedly 4028 operačních letů, při kterých přepravily do Albánie 30 000 vojáků a 4700 tun materiálu a při zpátečních letech do Itálie 8346 raněných.
Při přepadení Řecka byl první velkou operací výsadek nad Korintem 26. dubna 1941. Z důvodů utajení cíle tohoto výsadku byly všechny dopravní jednotky umístěny na základně Plovdiv v Bulharsku. Jednalo se o I. a II./KG z.b.V. 1, KG z.b.V. 2, I./LLG 1, KGr.z.b.V. 60 (založená v lednu 1941) a 102 a letku vlečných letounů pro výsadkové kluzáky DFS 230.
Na základě taktického úspěchu této operace bylo rozhodnuto obsadit řecký ostrov Kréta vzdušným výsadkem. Velitelem dopravního letectva pro tento úkol byl jmenován generálmajor Gerhard, kterému podléhaly 493 letouny Junkers Ju 52/3m a více než 80 výsadkových kluzáků DFS 230. Invaze na Krétu byla zahájena 20. května 1941 a do pádu tohoto ostrova 31. května přišla Luftwaffe o 271 stroj Ju 52/3m.
Stroje byly nasazené ve všech bojových operacích německých výsadkových jednotek. Účastnily se také pokusu o letecký most, který zásoboval 6. armádu obklíčenou ve Stalingradu. Prakticky ve všech operacích utrpěl typ velké ztráty. V bitvě o Stalingrad bylo do 31. ledna 1943 zničeno 266 ks těchto strojů.
Na východní frontě operovaly také Junkersy Ju 52/3m rumunské jednotky Escadrile 107.
Na jaře 1944 zásobovaly Ju 52/3m německá vojska v Oděse a 1. tankovou armádu obklíčenou u Kamence Podolského.
Počátkem roku 1945 existovalo již jen sedm skupin Ju 52/3m: I. a II./TG 1, II. a III./TG 2, II. a III./TG 3. Posledními velkými akcemi byly zásobovací lety nad obležené pevnosti Poznaň a Vratislav.

### Poválečné použití

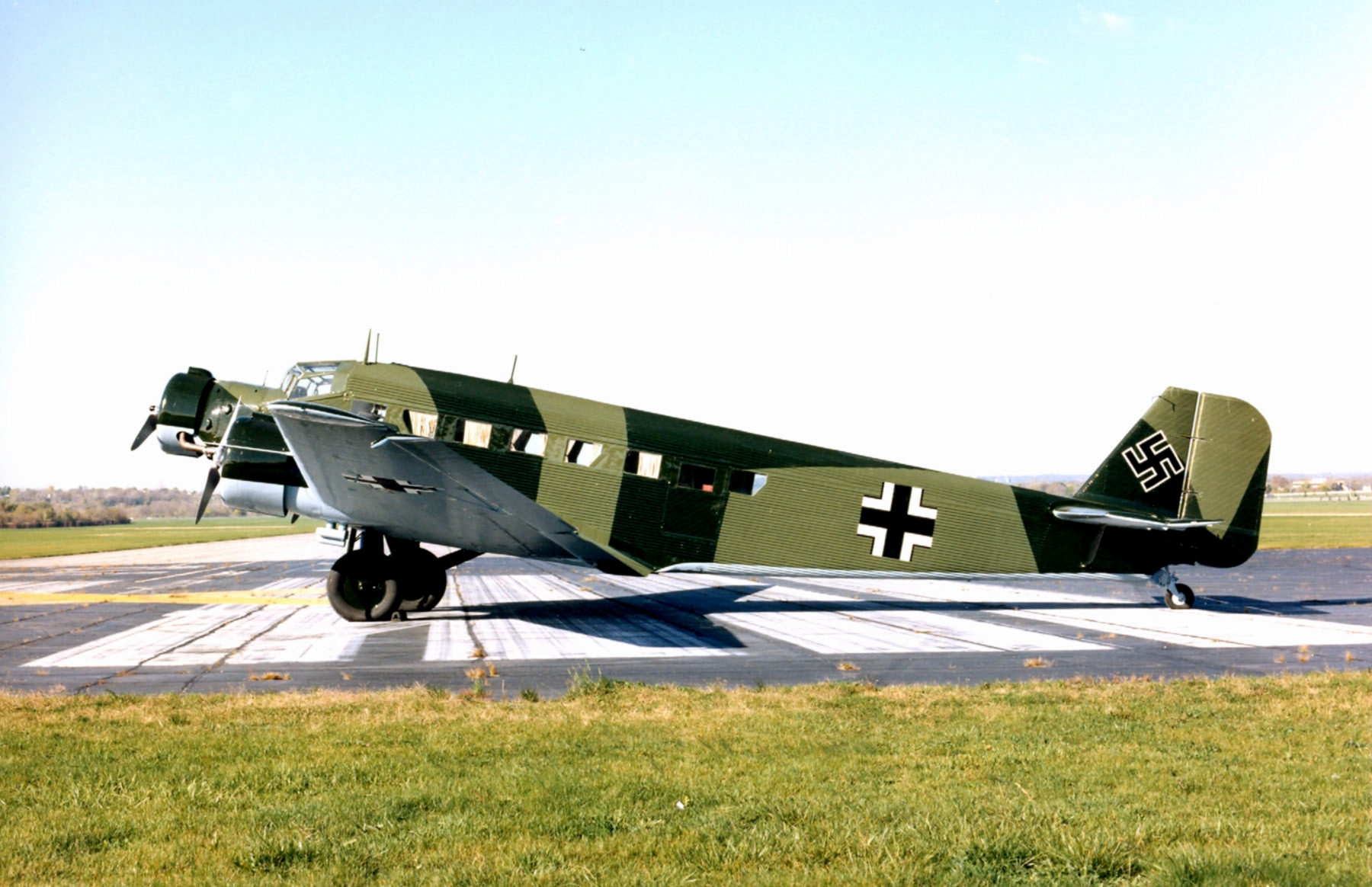
Rekonstruovaný Junkers Ju 52/3m v americkém muzeu, 2007.

Po druhé světové válce létaly Ju 52/3m až do roku 1948 na vnitrostátních linkách ve službách Československých aerolinií. Přestavbu jejich pěti (OK-ODH, -PDC později -PCC, -TDI později -TCB, -ZDN a -ZDO později -ZCA) strojů pro potřeby civilního dopravního letectví provedla továrna Letov. Československé vojenské dopravní letectvo používalo Junkers Ju 52/3m u 1. leteckého dopravního pluku pod označením D-7, později D 52. Celkově se do výzbroje dostalo 13 ks zrekonstruovaných letadel Ju-52, které tu po sobě zanechala Luftwaffe.
V Norsku bylo po válce zkonstruováno několik Ju 52/3m, s použitím náhradních částí zanechaných Němci v továrně Horten Flyfabrik. Francouzská továrna Amiot ve městě Colombes vyrobila 415 ks Ju 52, který získal název AAC.1 Toucan a sloužil v indočínském konfliktu a v severní Africe. Po jejich vyřazení v roce 1960 jich několik zakoupilo Portugalsko a používalo je až do roku 1971.
Po válce zařadil rekonstruované Ju 52/3m na civilní linky rovněž Aeroflot, 85 strojů využívala v rozmezí let 1946 až 1947 Air France a 11 britský dopravce BEA.

## Verze

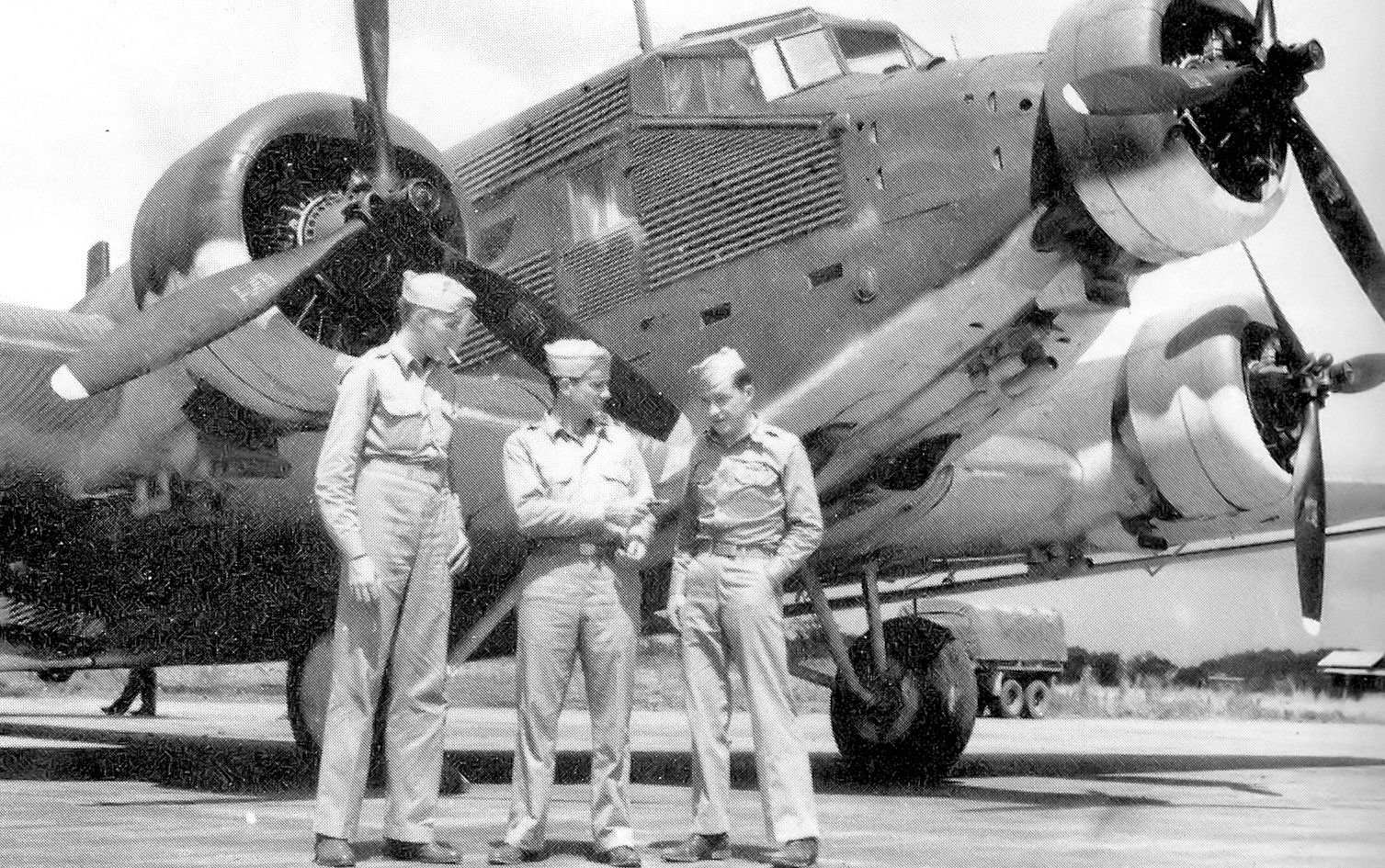
Junkers C-79, s/n 42-52883, na Howard Field, panamské průplavové pásmo, konec roku 1942 ve službách USAAF.

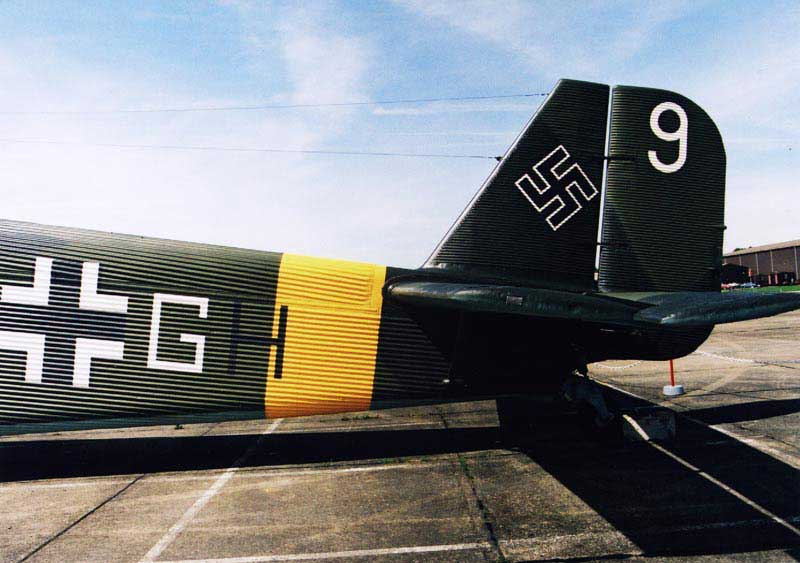
Dochovaný AAC 1 s detailem vlnitého plechu, Duxford, 2001

- Ju 52/3m G4E: verze s motory BMW 132A. Měla zesílenou podlahu a podvozek. Pro usnadnění nakládky a vykládky měla velké dveře na pravé straně trupu a na vrchní části trupu. Továrna Weserflug v Brémách vyrobila první prototyp několik málo tam vyrobených strojů sloužilo v Deutsche Lufthansa.
- Ju 52/3m G5e: tato verze se do výroby dostala v roce 1940 a mohla být osazena plováky i klasickým podvozkem. Plováková verze Ju 52/3m G5e (See) byla úspěšně nasazena při výsadku horských jednotek Wehrmachtu v norských fjordech, které jinak byly pro parašutisty a klasickou pěchotu nedostupné. Poháněl ji motor BMW 132-T2 o výkonu 830 k a na objednávku mohl být osazen systémem "Schleppshorn 6000" určeným k vleku kluzáků.
- Ju 52/3m G6E: šlo o vylepšenou předešlou verzi dostupnou s lyžovým podvozkem. Tato verze byla určena pro ruské tažení.
- Ju 52/3m g7e: šlo o námořní nebo klasickou verzi poháněnou motory BMW 132T. Velikost nákladových dveří na pravé straně byla zvětšena, zatímco počet oken na trupu ubyl. Palubní přístrojová deska byla pozměněna, aby mohl být instalován autopilot Siemens-Kurssteuerung K4.
- Ju 52/3m g8e: šlo o verzi prakticky totožnou s Ju 52/3m G6E, avšak bez krytů podvozku, který způsoboval při nasazení na východní frontě, protože se do prostoru krytu dostávalo bláto. Navíc měl zabudovaný kulomet MG 131 ráže 13 mm.
- Ju 52/3m g9e:tato verze měla trup a křídla z verze Ju 52/3m G6E, avšak obsahovala modernější přístrojové vybavení a motory BMW 132Z. Byla vyráběna v malém množství.
- Ju 52/3m g10e: připomínala Ju 52/3m g7e. Firmou Weserflug byl vyroben neznámý počet těchto letadel a francouzská továrna Amiot vyrobila přibližně 170 ks.
- Ju 52/3m g12e: byla až na malé detaily shodná s Ju 52/3m g7e a Ju 52/3m g10e, avšak měla zabudované motory BMW 132Z. Bylo vyrobeno jen několik kusů.
- Ju 52/3m g14e: během nasazení na východní frontě utrpěly mnohé Ju 52/3m těžká poškození. I když stroj útoky přežil, posádka obvykle utrpěla těžké ztráty. Proto se Junkers rozhodl zkonstruovat neprůstřelnou verzi Ju 52/3m vycházející z Ju 52/3m g8e, která by takovou ochranu posádce poskytovala. Do služby se jich však dostalo jen několik kusů.
- Ju 52/3m MS: šlo o odminovací verzi, která měla přezdívku "Mausi". Při zkoumání britské miny v roce 1939 dr. Benecke zjistil, že magnetické pole může přivést tuto minu k výbuchu. Proto byl pod Ju 52/3m G4E instalován hliníkový kruh o průměru 14 m. Při letu v malé výšce nad hladinou Severního moře takto upravený Ju 52/3m přivedl k výbuchu několik min v blízkosti přístavu Vlissingen v Nizozemsku. Několik strojů verzí Ju 52/3m G4E, G5e, G6E a g7e bylo osazených tímto odminovávacím kruhem a od roku 1940 začaly hlídkovat nad německým pobřežím. Když se britské stroje Wellington pokusily o přerušení dopravy na Dunaji shazováním min, Ju 52/3m s odminovávacím kruhem čistilo řeku až do konce války. Několik z nich bylo používán i po válce organizací GMSA (německá odminovací administrativa pod britským velením).

## Specifikace (Junkers Ju 52/3m g7e)
Junkers Ju 52/3m byl třímotorový samonosný dolnoplošník pro tří až čtyřčlennou posádku a 19 cestujících. Kovová kostra křídla, pevných i pohyblivých ocasních ploch a trupu, byla potažena typickým vlnitým duralovým plechem. Rovněž krycí plechy motorů byly duralové. Hvězdicové motory umístěné v gondolách a přední části trupu poháněly kovové dvoulisté vrtule, bez měnitelného úhlu náběhu. Podvozek byl pevný.

### Technické údaje
- Osádka: 3
- Kapacita: 18 vojáků nebo 12 zraněných
- Rozpětí: 29,25 m
- Délka: 18,90 m
- Výška: 4,5 m
- Nosná plocha: 110,5 m²
- Hmotnost prázdného stroje: 6510 kg
- Maximální vzletová hmotnost: 9200 kg
- Pohonné jednotky: 3× hvězdicový motor BMW 132T každý o výkonu 533 kW

### Výkony
- Maximální rychlost: 265 km/h
- Cestovní rychlost: 211 km/h
- Dostup: 5490 m
- Stoupavost: 17 min do 3050 m
- Dolet: 870 km

### Výzbroj
- 1× 13mm kulomet MG 131 ve hřbetní věži
- 2× kulomety MG 15 ráže 7,92 mm
- do 455 kg pum